# Åke Lewerth
Åke Gösta Lewerth, född 27 november 1930 i Södertälje, död 16 oktober 1982 i Stockholm, var en svensk illustratör. Han är mest känd för att ha illustrerat de tio första böckerna om privatdetektiven och redaktören Agaton Sax. 

## Biografi
Lewerth fick sin utbildning vid Konsthögskolan 1945–1949. Han skrev och illustrerade barnboken Farbror Fille och hans Ford som med textbearbetning av Britt G. Hallqvist utkom 1950. Samarbetet med Hallqvist resulterade också i att han illustrerade hennes bok Den roliga byrålådan från 1953. Den första boken om Agaton Sax utkom 1955 och Lewerth fortsatte illustrera bokserien fram till 1970. Hans illustrationer låg också till grund för de tecknade TV- och biofilmer om Agaton Sax som gjordes under 1970-talet.
Under 1950- och 1960-talen illustrerade han söndagsdeckare i Dagens Nyheter liksom tidningens barnbilaga.